# Virgílio Lobato Cervantes

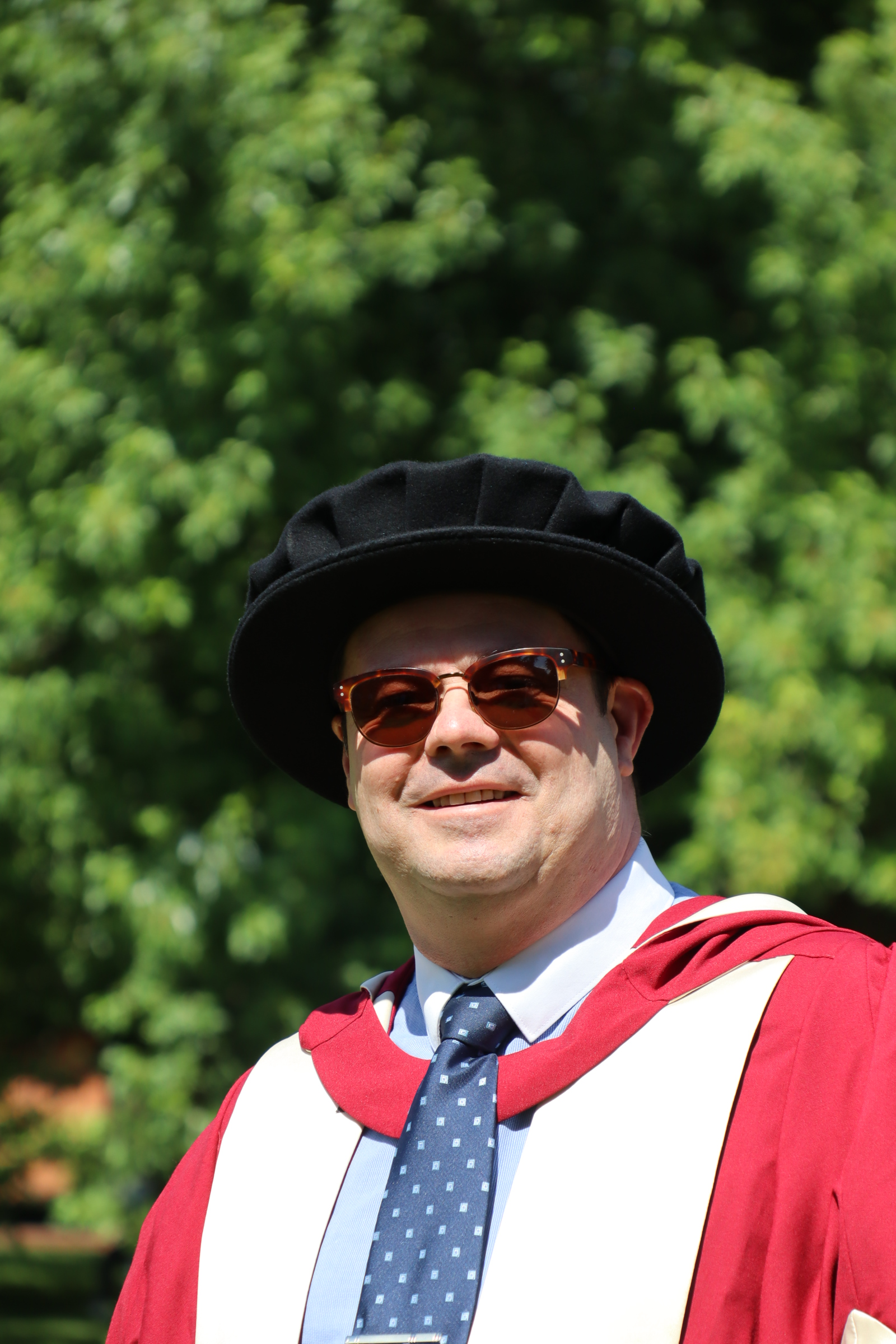
Doutor Virgílio Lobato Cervantes, Reading University, 2024

Virgílio Emanuel Lobato Cervantes (Santo Ildefonso, Portugal, 28 de dezembro de 1969), é um jurista, académico e profissional amplamente reconhecido na área da proteção de dados e ética digital. Atualmente, é presidente da Artigo 80 – Associação Portuguesa para a Defesa do Titular de Dados Pessoais, onde lidera o gabinete técnico e jurídico.

## Biografia
Virgílio Lobato Cervantes iniciou os seus estudos superiores em Direito na Universidade Católica Portuguesa, no Porto, mostrando desde cedo interesse por áreas como a regulação tecnológica, ética digital e direitos fundamentais na era digital. Continuou a sua formação em instituições internacionais e atualmente reside no Reino Unido, onde desenvolve atividades académicas e profissionais.
Virgílio é licenciado em Direito pela Open University no Reino Unido e possui um mestrado em Gestão Internacional de Turismo e Aviação pela University of West London. Obteve o título de doutor pela University of Reading - School of Law com a tese intitulada "Data Protection by Design and by Default: A Novel Business Compliance Framework for Effective Adherence to EU General Data Protection Regulation".

## Carreira Académica
Como académico, Virgílio é autor de artigos publicados em revistas científicas de renome, como o European Data Protection Law Review (EDPL), abordando temas emergentes no âmbito do Regulamento Geral sobre a Proteção de Dados (RGPD). Algumas das suas publicações estão disponíveis no repositório CentAUR da Universidade de Reading.
É um orador ativo em conferências e eventos especializados, sendo reconhecido como uma referência na àrea da proteção de dados, ética na inteligência artificial e impacto das tecnologias emergentes.

## Atividade Profissional
Atualmente, Virgílio trabalha como gestor sénior de privacidade de dados na Anthony Nolan Trust, organização britânica que mantém um registo de doadores de medula óssea e presta apoio a pacientes oncológicos. Nessa posição, aplica o seu conhecimento jurídico para implementar políticas de privacidade e proteger dados sensíveis.
Desde 2022, Virgílio lidera o Comité para a Segurança e Privacidade da World Marrow Donor Association (WMDA), organização internacional que coordena a doação de medula óssea a nível global. Nesta função, supervisiona políticas de proteção de dados, assegurando a privacidade de doadores e recetores em conformidade com normas internacionais.
Além disso, é membro do Chartered Institute of Legal Executives (CILEX) e Fellow do Institute of Paralegals (IOP), onde é reconhecido por promover a ética e profissionalismo na àrea do direito da privacidade e proteção de dados.

## Contribuições e Reconhecimentos
Virgílio Lobato Cervantes é conhecido pela sua dedicação à privacidade e ética no uso de tecnologias emergentes. As suas principais áreas de contribuição incluem:
- Inteligência artificial e direitos fundamentais;
- Regulação da privacidade digital na Europa;
- Transparência e boas práticas na recolha e tratamento de dados.
- Operacionalização do Regulamento Geral de Proteção de Dados (RGPD).

## Autoria do Data Protection Principles Approach (DPPA)
Virgílio Lobato Cervantes é o autor do Data Protection Principles Approach (DPPA) – Metodologia Quadro de Princípios de Proteção de Dados, uma ferramenta estratégica inovadora criada para ajudar organizações públicas e privadas a implementarem eficazmente os requisitos do Regulamento Geral sobre a Proteção de Dados (RGPD). Este quadro tem como objetivo orientar as organizações na adaptação às normas europeias de proteção de dados, garantindo o cumprimento dos princípios fundamentais estabelecidos pelo RGPD.
O DPPA está estruturado em torno de pilares essenciais que incluem:
- Transparência e Informação – Garantir que os titulares dos dados recebem informações claras, completas e acessíveis sobre o tratamento dos seus dados pessoais.
- Responsabilização – Estabelecer mecanismos internos que assegurem a monitorização, auditoria e o cumprimento das obrigações legais e normativas.
- Proteção por Conceção e por Defeito – Incorporar medidas de segurança e privacidade nos processos das organizações desde o início do desenvolvimento de produtos ou serviços.
- Minimização de Dados – Assegurar que apenas são recolhidos e tratados os dados estritamente necessários para os fins previamente definidos.
- Garantia dos Direitos dos Titulares de Dados – Implementar processos eficazes para responder a pedidos de acesso, retificação, eliminação e portabilidade de dados, bem como para atender a objeções ou restrições ao tratamento.

Esta metodologia tem sido amplamente adoptada em contextos empresariais e governamentais, sendo considerada uma orientação prática para promover uma abordagem equilibrada entre a proteção de dados pessoais e as necessidades operacionais das organizações.

## Impacto
O trabalho de Virgílio Lobato Cervantes destaca-se pelo empenho em criar instrumentos concretos que permitem às instituições adoptar uma cultura sólida de privacidade, reduzindo riscos e promovendo a confiança junto dos titulares de dados.
1. ↑  «Dr Virgílio Cervantes – Artigo 80 – Associação Portuguesa para a defesa do titular de dados pessoais». Consultado em 2 de dezembro de 2024
2. ↑  Lobato Cervantes, Virgílio Emanuel (27 de março de 2024). «Data protection by design and by default: a novel business compliance framework for effective adherence to EU General Data Protection Regulation (GDPR)» (em inglês). Consultado em 2 de dezembro de 2024
3. ↑  Lobato Cervantes, Virgilio Emanuel (2020). «The Schrems II Judgment of the Court of Justice Invalidates the EU - U.S. Privacy Shield and Requires 'Case by Case' Assessment on the Application of Standard Contractual Clauses (SCCs)». European Data Protection Law Review (EDPL). 602 páginas. Consultado em 2 de dezembro de 2024
4. ↑  Globalcode. «Conheça TDC Palestrante». The Developer's Conference. Consultado em 2 de dezembro de 2024
5. ↑  «About Anthony Nolan». Anthony Nolan
6. ↑  «Professional Paralegal Register (PPR)»
7. ↑  «The Institute of Paralegals»